# Cazador de silencio
Cazador de silencio (en inglés: The Silencing) es una película de acción y suspenso estadounidense-canadiense de 2020 dirigida por Robin Pront a partir de un guion de Micah Ranum. Está protagonizada por Nikolaj Coster-Waldau y Annabelle Wallis. La película trata sobre un cazador y una sheriff que rastrean a un asesino que pudo haber secuestrado a la hija del cazador años antes.
Fue lanzada a través de DirecTV Cinema el 16 de julio de 2020 y en cines y VOD el 14 de agosto de 2020 por Saban Films.

## Sinopsis
El alcohólico Rayburn Swanson es el propietario del Santuario Gwen Swanson, que lleva el nombre de su hija desaparecida. El santuario es un acto de penitencia, tanto porque Gwen desaprobaba su estilo de vida de trampero como porque había desaparecido de su coche cinco años antes mientras él entraba en una tienda a comprar whisky. Rayburn mantiene alejados a los cazadores mediante el uso de cámaras de vigilancia.
La sheriff Alice Gustafson es la hermana de un joven con problemas, Brooks. Mientras examina el cuerpo de una niña encontrada junto a un lago, Alice nota una cicatriz en la garganta de la niña, junto con la punta de una lanza (marcada con un «MB») enterrada en un árbol. Después de enterarse del cuerpo, Rayburn llega para hacer una identificación, pero no es Gwen. Alice se entera de que el arma usada fue extrañamente una lanza usada como átatl.
Rayburn ve a un hombre con un traje ghillie acechando en el bosque; cuando Rayburn intenta enfrentarse al hombre, es herido por el lanzamiento de una lanza. Mientras huye, se encuentra con una camioneta negra sin placas. Marca el camión rayando una pequeña 'x' en el guardabarros. Después de regresar a casa y coser su herida, revisa las imágenes de vigilancia y observa que el mismo hombre persigue a una niña en el santuario. Rayburn regresa al santuario y rescata a la niña, Molly, luego la mantiene a salvo en una trampa de púas sin usar durante la noche. Ella se queda muda, con una cicatriz en la garganta similar a la de la niña muerta. Regresan a la cabaña la noche siguiente, pero el cazador los embosca. El cazador hiere a Rayburn y apuñala a Molly con una lanza. Alice llega y, después de ver que Molly ha sido apuñalada, inmediatamente sospecha de Rayburn, hasta que el cazador aparece detrás de ella. Todavía disfrazado, sus gestos le hacen creer que es su hermano. Alice dispara a Rayburn, lo hiere y lo hace huir para que su hermano pueda escapar.
Alice busca a Rayburn y pisa una trampa para osos que él había puesto, lastimándose el tobillo. Se escapa en su coche patrulla y llama a una ambulancia para Molly; Alice pide el arresto de Rayburn. Huye a la casa de su exesposa, Debbie, y su esposo, Karl Blackhawk, sheriff de la policía tribal india local. Lo llevan a la «Fábrica», un molino abandonado donde se quedan las personas sin hogar, y llaman al doctor Boone para que lo trate. Brooks llega casualmente y Karl lo arresta, aunque tiene una coartada para establecer su inocencia. Alice, al darse cuenta de su fracaso moral, le promete a Molly, ahora hospitalizada, que atrapará al asesino.
Rayburn decide tirar su licor, a excepción de la botella aún sin abrir que compró el día que Gwen desapareció. Recuerda el camión marcado y lo localiza. Después de irrumpir en una casa, encuentra las mismas armas y ropa que usó el asesino, junto con un tesoro de carteles de «desaparecida», incluido uno de su hija. Después de encontrar a una niña que aún vive debajo de una sábana con la garganta abierta quirúrgicamente, el asesino aparece y captura a Rayburn, dejándolo inconsciente.
Alice nota problemas con el informe de la autopsia del doctor Boone. Mientras lo espera en su oficina, ve una foto del médico con su hija Melissa que lleva un collar con las iniciales «MB». Alice se da cuenta de que Boone es el asesino e inmediatamente pide refuerzos para asaltar la casa de Boone; la misma casa en donde había encontrado a Rayburn.
Boone le explica a Rayburn que mientras lloraba a su propia hija, que había sido asesinada por un conductor ebrio, comenzó a secuestrar y matar a adolescentes para «salvarlas» de los malos padres, incluido Rayburn. Boone lleva a Rayburn al santuario de vida silvestre y lo obliga a huir para que lo puedan cazar. Alice ve a Rayburn en la vigilancia. Rayburn domina a Boone y lo golpea severamente cuando llega Alice; ella intenta detener a Rayburn, pero él la ignora y arroja a Boone a una de las trampas de osos, hiriéndolo de muerte. Alice mira mientras Rayburn encierra al médico y le dice que están a mano. Más tarde se sienta en una patrulla, escuchando la radio sobre la persecución en curso del doctor Boone.
Rayburn y su exesposa tienen un funeral para Gwen, al que asiste Molly, brindándole un cierre. Luego vacía su última botella de whisky en el lago en memoria de su hija.

## Reparto
- Nikolaj Coster-Waldau como Rayburn Swanson;
- Annabelle Wallis como Alice Gustafson, la sheriff del condado de Cutler;
- Hero Fiennes Tiffin como Brooks Gustafson;
- Zahn McClarnon como Karl Blackhawk;
- Melanie Scrofano como Debbie;
- Shaun Smyth como el doctor Boone;
- Danielle Ryan como el doctor Patel.

## Producción
En mayo de 2018, se anunció que Nikolaj Coster-Waldau se había unido al elenco de la película, con Anders Engstom dirigiendo un guion de Micah Ranum. En febrero de 2019, Annabelle Wallis se unió al elenco de la película, con Robin Point dirigiendo la película, reemplazando a Engstom. En abril de 2019, Hero Fiennes Tiffin se unió al elenco de la película. En mayo de 2019, Melanie Scrofano, Zahn McClarnon y Shaun Smyth se unieron al elenco de la película.
El rodaje comenzó en mayo de 2019 en Canadá. El rodaje tuvo lugar en Gran Sudbury, Ontario.

## Lanzamiento
La película estaba programada para tener su estreno mundial en South by Southwest en marzo de 2020, sin embargo, el festival fue cancelado debido a la pandemia de COVID-19. Poco después, Saban Films adquirió los derechos de distribución de la película. Se estrenó en los Estados Unidos a través de DirecTV Cinema el 16 de julio de 2020 y se estrenó en cines y en video bajo demanda el 14 de agosto de 2020. En Canadá fue estrenada el 14 de agosto de 2020. En Estados Unidos se estrenó en 79 pantallas, recaudando $53 205, lo que la convierte en la nueva película más taquillera con el promedio por pantalla más alto en los Estados Unidos, y logrando ser la más alquilada del país en su momento.

## Recepción
En el sitio web del agregador de reseñas Rotten Tomatoes, la película tiene un índice de aprobación del 13% basado en 23 reseñas, con una calificación promedio de 4,8/10. El consenso de los críticos del sitio afirma: «Cazador de silencio confunde el estado de ánimo con el desarrollo del personaje, lo que lleva a un misterio poco elaborado que no genera mucho interés.»
Ronak Kotecha de The Times of India dijo que la película «es una de esas sagas de asesinos en serie que no se trata tanto de lo que te dice, sino de cómo te lo dice. Y ahí es donde hace una gran matanza.»
Jeannie Blue de Cryptic Rock le dio a la película 4 de 5 estrellas, mientras que Peter Travers de Rolling Stone le dio 2 de 5.